# Saint-Denis-du-Boscguérard
Saint-Denis-du-Boscguérard est une ancienne commune française du département de l'Eure.

## Toponymie
Le nom de la localité est attesté sous les formes Bosc-Gerart vers 1040, S. Dyonisius de Boscho Gerrardi en 1272 (cartulaire de Saint-Wandrille), Bosguérard-en-Roumois en 1828 (Louis Du Bois).

## Histoire
En 1844, Saint-Denis fusionne avec Marcouville pour former la nouvelle commune de Bosguérard-de-Marcouville.